# Roeslerstammia erxlebella
Roeslerstammia erxlebella là một loài bướm đêm thuộc họ Yponomeutidae. Nó được tìm thấy ở khắp châu Âu (ngoại trừ Ireland, bán đảo Iberia và bán đảo Balkan), phía đông đến Nhật Bản.

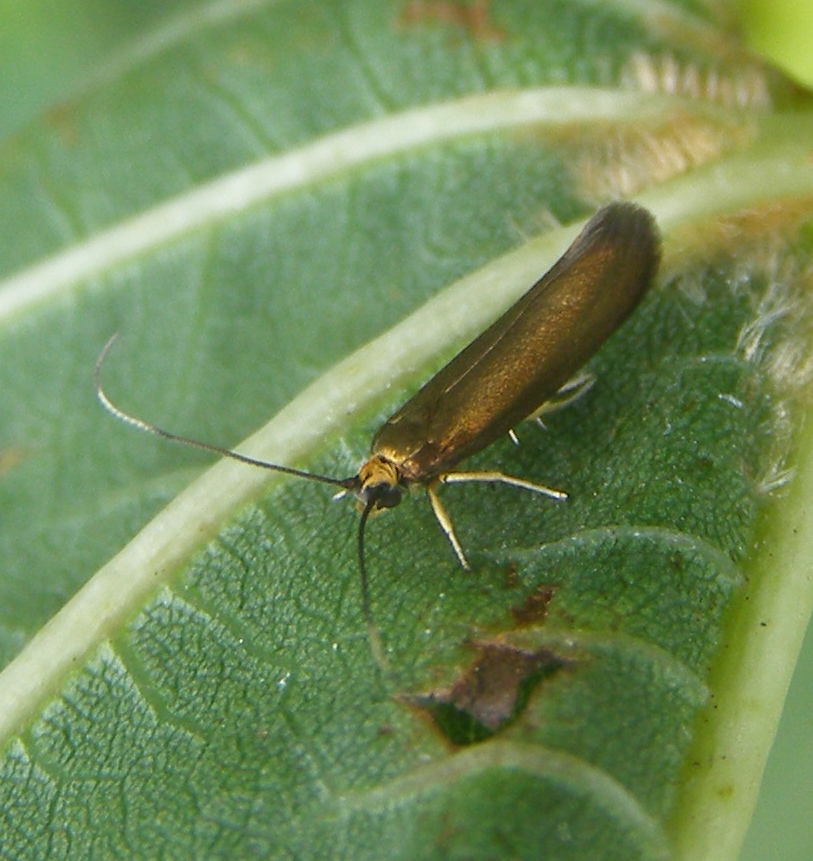

Sải cánh dài khoảng 13 mm. There are two generations with adults on the wing vào tháng 5 và tháng 6 và một lần nữa vào tháng 8 và tháng 9.
Ấu trùng ăn các loài Tilia cordata, Tilia x vulgaris, Acer pseudoplatanus và sometimes Betula.Chúng ăn lá nơi chúng làm tổ. 

## Phụ loài
- Roeslerstammia erxlebella bella Moriuti, 1982 (Japan)
- Roeslerstammia erxlebella erxlebella (Fabricius, 1787)